# Nicolás Suescún
Nicolás Suescún (* 5. Mai 1937 in Bogotá; † 14. April 2017 ebenda) war ein kolumbianischer Dichter, Lyriker, Erzähler, Zeichner und Übersetzer.

## Leben
Suescún gehört zur generación desencantada, den desillusionierten kolumbianischer Schriftsteller, die mit Bürger- und Guerillakrieg, Drogenkartellen und dem Verfall der Städte aufwuchsen. Er war Mitbegründer (1960), Mitherausgeber und von 1967 bis 1971 Redakteur der wichtigen Literaturzeitschrift Eco – Revista de la cultura de Occidente. Unter ihm stiegen die Anteile der Erstveröffentlichungen kolumbianischer Autoren, der Beiträge mit lateinamerikanischen Themen mit sozialem und politischem Akzent sowie ganz allgemein der erzählenden Literatur und Lyrik zu Lasten der Essays europäischer (vor allem deutscher) Autoren. 1969 nahm er am International Writers’ Workshop der University of Iowa teil.
Suescún war auch als Grafiker tätig. 1972 war er mit Ausstellung und Lesung Gast des Berliner Künstlerprogramms des Deutschen Akademischen Austauschdiensts.
Suescúns Arbeiten sind vom antikapitalistischen Protest wie vom Existenzialismus beeinflusst. Er übersetzte auch englische und französische Werke (u. a. von Arthur Rimbaud) ins Spanische sowie Werke kolumbianischer Autoren.

## Werke
- Trece cuentos colombianos (Prosa-Anthologie, Montevideo 1970)
- El retorno a casa (Erzählungen, Santiago de Chile 1972)
- El último escalón (Erzählungen, 1977)
- El extraño y otros cuentos (Erzählungen, 1980)
- Oniromanía (Erzählungen, 1966)
- Los cuadernos de N: una antinovela („Antiroman“: Sammlung von Texten um einen einsamen Mann in Bogotá, 2014)
- Lyrik, u. a. Jamás tantos muertos y otros poemas (Bogotá 2008)[3]